# Kegelkupplung

Veranschaulichung einer Kegelkupplung:
1: Kegelelemente
2: Keilwelle
3: Reibbelag
4: Rückholfeder
5: Ansteuerung
6: Kupplung ist in beide Richtungen verwendbar

Eine Kegelkupplung ist eine reibschlüssige, schaltbare Kupplung, deren Wirkung über zwei mit Reibflächen ausgestattete Kegelelemente hergestellt wird.

## Funktionsweise

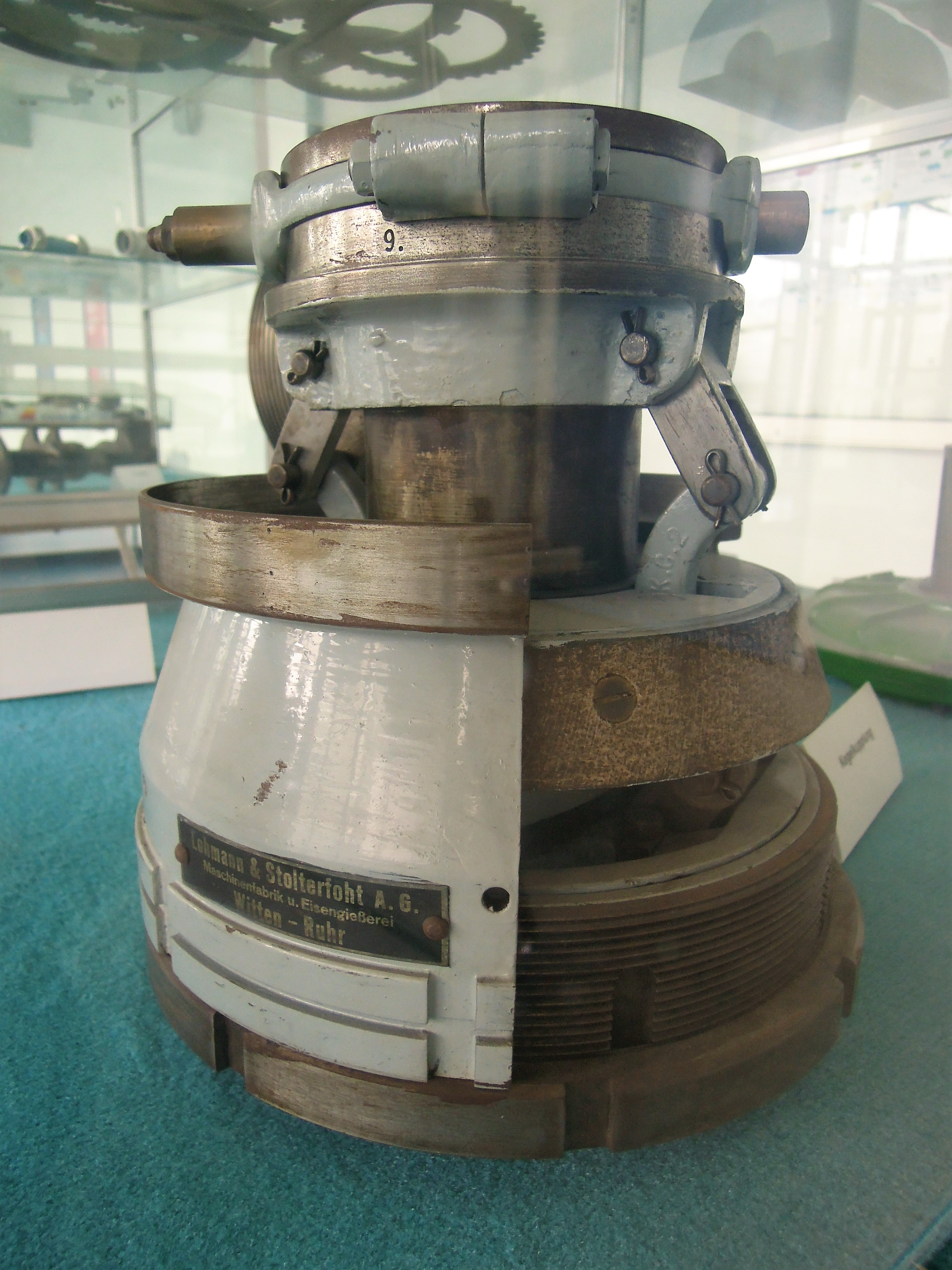
Kegelkupplung mit zu Anschauungszwecken teilweise geöffnetem Gehäuse

Die Kegelkupplung besitzt zwei Kegelelemente mit gleichem Kegelwinkel. Eines der beiden Kegelelemente ist dabei in axiale Richtung verschiebbar, beispielsweise durch den Einsatz auf einer Keilwelle. Bei Betätigung der Kupplung wird eine Anpresskraft in axiale Richtung aufgebracht, die Normalkräfte an den Mantelflächen der Kegelelemente hervorruft. Diese Normalkraft ist proportional zur Anpresskraft und außerdem abhängig vom Kegelwinkel: Je flacher der Kegel, desto höher die hervorgerufene Normalkraft. In der Praxis sind Kegelwinkel nahe 0° nicht zu verwirklichen, da ein vollständiges Einrücken der Kupplung in diesem Fall nicht möglich wäre. Im Kraftfahrzeugbau sind Kegelwinkel von 6,5° üblich.
Das durch die Kegelkupplung übertragbare Drehmoment ist proportional zur Normalkraft auf die Kegelflächen und hängt weiterhin vom Reibungskoeffizienten der Reibfläche ab. Je höher der Reibungskoeffizient, desto höher das übertragbare Drehmoment. Mögliche Werkstoffe für Reibflächen sind Stahl, Messing oder Molybdän.